# Wilde aardbeien

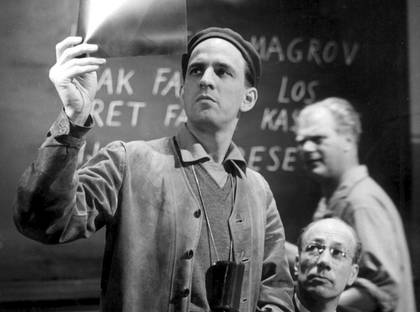
Bergman tijdens de productie van Wilde aardbeien

Wilde aardbeien (Zweeds: Smultronstället) is een film uit 1957 van de Zweedse regisseur Ingmar Bergman. Bergman schreef het scenario tijdens een verblijf in het ziekenhuis. Hoewel de film tot het vroege werk van Bergman behoort, wordt hij beschouwd als een van zijn meesterwerken. Hij gebruikt in de vroege film reeds zijn karakteristieke stijlmiddelen.

## Verhaal
De film vertelt het verhaal van de arts Eberhard Isak Borg. Dokter Borg heeft regelmatig nachtmerries en dagdromen. Zijn hoge leeftijd en zijn nakende dood maken hem moeilijk in de omgang. Ter gelegenheid van de uitreiking van zijn eredoctoraat reist hij samen met zijn schoondochter Marianne en drie lifters vanuit Stockholm naar Lund. De film handelt over zijn belevenissen en herinneringen op die dag.

## Rolverdeling
| Acteur             | Personage          |
| ------------------ | ------------------ |
| Victor Sjöström    | Isak Borg          |
| Ingrid Thulin      | Marianne Borg      |
| Bibi Andersson     | Sara               |
| Gunnar Björnstrand | Evald Borg         |
| Jullan Kindahl     | Agda               |
| Folke Sundquist    | Anders             |
| Björn Bjelfvenstam | Viktor             |
| Naima Wifstrand    | Isaks Mutter       |
| Sif Ruud           | Tante Olga         |
| Gunnar Sjöberg     | Sten Alman         |
| Gunnel Broström    | Berit Alman        |
| Gertrud Fridh      | Karin Borg         |
| Åke Fridell        | Geliefde van Karin |
| Yngve Nordwall     | Oom Aron           |
| Per Sjöstrand      | Sigfrid Borg       |
| Gio Petré          | Sigbritt Borg      |
| Gunnel Lindblom    | Charlotta Borg     |
| Maud Hansson       | Angelica Borg      |
| Max von Sydow      | Henrik Åkerman     |
| Ann-Marie Wiman    | Eva Åkerman        |
| Eva Norée          | Anna Borg          |
| Lena Bergman       | Kristina Borg      |
| Monica Ehrling     | Birgitta Borg      |

## Originele titel
De Zweedse titel Smultronstället betekent letterlijk "Het bosaardbeienplekje". Het woord is in de Zweedse taal ingeburgerd als benaming voor een idyllisch, ongestoord zomerplekje. Bosaardbeien (Fragaria vesca) zijn kleine aardbeitjes die algemeen voorkomen in Zweden en er zeer geliefd zijn.